# トレボール・クレブノ
トレボール・クレブノ（フランス語: Trévor Clévenot, 1994年6月28日 - ）は、フランスの男子バレーボール選手。

## 来歴
2021年、フランス代表として2020年東京オリンピックに出場し、金メダルを獲得した。
2022年、ネーションズリーグでもフランスの優勝に貢献し、自身もベストアウトサイドヒッターを受賞した。

## 球歴
- フランス代表
  - オリンピック - 2016リオデジャネイロ、2020東京、2024パリ
  - 世界選手権 - 2018年
  - 欧州選手権 - 2015年、2017年、2019年、2021年
  - ネーションズリーグ - 2018年-

## 所属クラブ
- Spacer's Toulouse Volley (fr) （2012-2016年）
- パッラヴォーロ・ピアチェンツァ（2016-2018年）
- パワーバレー・ミラノ（2018-2020年）
- ガス・サレス・ブルーエネルジー・ピアチェンツァ (it) （2020-2021年）
- ヤストシェンブスキ・ヴェンギェル (pl) （2021年-）

## 受賞歴
- 2022年 - ネーションズリーグ - ベストアウトサイドヒッター